# Aliprandi
Aliprandi en Oasa zijn historische Italiaanse merken van motorfietsen van hetzelfde bedrijf.
De bedrijfsnaam was: Fratelli Aliprandi, Milaan.
Dit was een klein Italiaans motorfietsmerk dat van 1925 tot 1930 mooie motorfietsen produceerde met Moser- 123- en 173 cc kopklepmotoren en 173- tot 498 cc zij- en kopklep-JAP- en Sturmey-Archer-inbouwmotoren.
Van 1930 tot 1932 gingen ze modellen produceren met 174cc-Ladetto-motoren en 246- en 346cc-kopklep-blokken van JAP. Deze werden verkocht onder de naam "Oasa".